# Calciumhypochlorit
Calciumhypochlorit ist das Calciumsalz der hypochlorigen Säure mit der chemischen Formel Ca(OCl)2 oder Ca(ClO)2. Es muss vom sogenannten Chlorkalk unterschieden werden, der herstellungsbedingt ein technisches Gemisch aus Calciumchlorid, Calciumhypochlorit und Calciumhydroxid darstellt.

## Eigenschaften
Calciumhypochlorit ist ein weißes, nach Hypochloriger Säure und Chlor riechendes Pulver oder Granulat. Es ist mäßig wasserlöslich; konzentrierte Lösungen sind grünlichgelb gefärbt. Es entwickelt mit Säuren, sogar aus dem Kohlendioxid der Luft, welches sich zu einem sehr geringen Teil in wässrigen Lösungen zu Kohlensäure umsetzt, Chlor. Beispiel anhand der Reaktion von Schwefelsäure mit Chlorkalk:
{\displaystyle \mathrm {CaCl(OCl)+H_{2}SO_{4}\longrightarrow CaSO_{4}+H_{2}O+Cl_{2}} }
Beim Stehen und mit manchen Metalloxiden wird (besonders bei Lichteinwirkung) Sauerstoff freigesetzt.

## Herstellung
Zur Herstellung von Calciumhypochlorit wird eine Calciumhydroxid-Suspension bei −20 °C chloriert, so dass nur das Calciumchlorid in Lösung geht.
{\displaystyle {\ce {2 Ca(OH)2 + 2 Cl2 -> Ca(OCl)2 . 2 H2O + CaCl2}}}

## Verwendung
In der Technik werden Chlorkalk bzw. Calciumhypochlorit als Bleichmittel für Zellstoff, Papier und Textilien verwendet, wobei sie aber aus Umweltschutzgründen durch andere chlorfreie Bleichverfahren verdrängt werden.
Calciumhypochlorit wird auch zur Herstellung von Chloroform, zum Bleichen von Schellack und bei der Cobaltgewinnung zur Abtrennung von anderen Metallen verwendet. Des Weiteren wird es bei der Wasseraufbereitung im Schwimmbad für öffentliche und private Schwimmbecken zur Desinfektion eingesetzt.
Im militärischen Bereich wird technisches Calciumhypochlorit sowohl in ca. 10%iger wässriger Lösung als auch in Form einer Wasser-in-Öl Emulsion mit Tetrachlorethen zur Dekontamination chemischer und biologischer Kampfstoffe verwendet und mit dem NATO-Kürzel C8 bezeichnet. Im Ersten und Zweiten Weltkrieg war Calciumhypochlorit (in den deutschen Streitkräften unter der Bezeichnung Losantin) hauptsächlich zur Hautdekontamination nach Kontakt mit Gelbkreuz-Kampfstoffen vorgesehen.

## Sicherheitshinweise
Calciumhypochlorit ist gesundheitsschädlich und sollte kühl und trocken gelagert werden, da es zur Zersetzung unter Selbsterhitzung neigt. Oxidierbare Stoffe und Säuren müssen unbedingt ferngehalten werden.